# Дрёйтс, Моника
Моника Дрёйтс (нидерл. Monika Druyts; 4 августа 1932, Антверпен — 24 июня 2000, Лёвен) — бельгийская пианистка.
Окончила Брюссельскую консерваторию (1956), в дальнейшем совершенствовала своё мастерство под руководством Эдуардо дель Пуэйо в Брюсселе, Владо Перлемутера в Париже и Пауля фон Шильхавски в Зальцбурге.
Наиболее известна как участница ведущих бельгийских фортепианных дуэтов: с Лоде Баксом (1964—1973), Робертом Грослотом (1973—1976) и Эрнстом Грёшелем (1977—1982). Выступала и как солистка, известна как исполнительница бельгийской музыки XX века, особенно Артура Мёлеманса.
С 1959 г. преподавала в консерватории Хасселта, затем в 1977—1991 гг. в консерватории Лёвена.
Состояла в Европейском предпарламенте (нидерл. De Europese eresenaat) — бельгийской общественной организации, фламандском отделении Союза еврофедералистов.